# Confusianesimo
Confusianesimo è un singolo del rapper italiano Caparezza, pubblicato il 7 settembre 2018 come quinto estratto dal settimo album in studio Prisoner 709.

## Descrizione
Sottotitolato Il conforto - Ragione o religione, il brano tratta lo scetticismo che Caparezza riserva nei confronti della religione e nella fede in generale, come spiegato in un'intervista concessa a La Stampa:
 In una successiva intervista, l'artista ha aggiunto che Confusianesimo si espande anche a una ricerca disperata di conforto nella fede, senza dare tuttavia i risultati sperati, in quanto per lui «è come ascoltare una favoletta, trita e ritrita, non riesco più a provare quella "fascinazione". Per me la fede cieca è proprio sbagliata come concetto».

## Video musicale
Per il brano è stato realizzato un lyric video, diffuso attraverso il canale YouTube del rapper in concomitanza con il lancio del singolo.

## Formazione
Musicisti
- Caparezza – voce, arrangiamento
- Alfredo Ferrero – chitarra, arrangiamento
- Giovanni Astorino – basso, violoncello, trascrizioni e direzione d'orchestra
- Gaetano Camporale – tastiera vintage, pianoforte, arrangiamento
- Rino Corrieri – batteria
- Marcello De Francesco – violino
- Fabrizio Signorile – violino
- Serena Soccoia – violino
- Pantaleo Gadaleta – violino
- Liliana Troia – violino
- Ilaria Catanzaro – violino
- Alfonso Mastrapasqua – viola
- Francesco Capuano – viola
- Marcello De Francesco – violino
- Elia Ranieri – violoncello
- Giovanni Nicosia – tromba
- Francesco Sossio – sassofono
- Francesco Tritto – trombone
- Giuseppe Smaldino – corno
- Alessio Anzivino – basso tuba
- Mezzotono – cori armonizzati
- Nicola Quarto – cori rock
- Valeria Quarto – cori rock
- Francesco Stramaglia – cori rock
- Simone Martorana – cori rock
- Mariabruna Andriola – cori rock

Produzione
- Caparezza – produzione artistica
- Antonio Porcelli – registrazione ai Sunny Cola Studio e al Mast Recording Studio
- Francesco Aiello – registrazione ai Sunny Cola Studio e al Mast Recording Studio
- Massimo Stano – registrazione al Mast Recording Studio
- Chris Lord-Alge – missaggio
- Nik Karpen – assistenza al missaggio
- Adam Chagnon – assistenza aggiuntiva al missaggio
- Gavin Lurssen – mastering
- Spencer Kettrick – mastering aggiuntivo

## Classifiche
| Classifica (2017) | Posizione massima |
| ----------------- | ----------------- |
| Italia            | 83                |